# Phora fuscipes
Phora fuscipes är en tvåvingeart som först beskrevs av Macquart 1835.  Phora fuscipes ingår i släktet Phora och familjen puckelflugor. Inga underarter finns listade i Catalogue of Life.